# Simulium flexibranchium
Simulium flexibranchium is een muggensoort uit de familie van de kriebelmuggen (Simuliidae). De wetenschappelijke naam van de soort is voor het eerst geldig gepubliceerd in 2001 door Crosskey.